# Badminton aux Jeux méditerranéens
Le badminton fait partie du programme des Jeux méditerranéens depuis l'édition de 2013 qui s'est déroulée à Mersin, en Turquie. Quatre disciplines sont au programme de ces Jeux : les simples hommes et femmes et les doubles hommes et femmes.

## Palmarès
| Édition        | Lieu            | Simple messieurs | Simple dames   | Double messieurs                     | Double dames                  |
| -------------- | --------------- | ---------------- | -------------- | ------------------------------------ | ----------------------------- |
| 2013 (détails) | Mersin (TUR)    | Brice Leverdez   | Neslihan Yiğit | Zvonimir Đurkinjak Zvonimir Hölbling | Özge Bayrak Neslihan Yiğit    |
| 2018 (détails) | Tarragone (ESP) | Pablo Abián      | Neslihan Yiğit | Thom Gicquel Bastian Kersaudy        | Delphine Delrue Léa Palermo   |
| 2022 (détails) | Oran (ALG)      | Pablo Abián      | Neslihan Yiğit | Koceila Mammeri Youcef Sabri Medel   | Bensigu Ercetin Nazlıcan İnci |

## Tableau des médailles
Le tableau ci-dessous présente le bilan par nations des médailles obtenues lors des Jeux méditerranéens depuis 2013. Le rang est obtenu par le décompte des médailles d'or, puis en cas d'égalité, des médailles d'argent, puis de bronze.
| Rang   | Nation   | Or | Argent | Bronze | Total |
| ------ | -------- | -- | ------ | ------ | ----- |
| 1      | Turquie  | 5  | 4      | 3      | 12    |
| 2      | France   | 3  | 2      | 3      | 8     |
| 3      | Espagne  | 2  | 5      | 0      | 7     |
| 4      | Croatie  | 1  | 0      | 1      | 2     |
| 5      | Algérie  | 1  | 0      | 0      | 1     |
| 6      | Italie   | 0  | 1      | 2      | 3     |
| 7      | Slovénie | 0  | 0      | 4      | 4     |
| 8      | Chypre   | 0  | 0      | 1      | 1     |
| 8      | Égypte   | 0  | 0      | 1      | 1     |
| 8      | Serbie   | 0  | 0      | 1      | 1     |
| TOTAUX | TOTAUX   | 12 | 12     | 16     | 40    |